# Stanisław Jaszowski

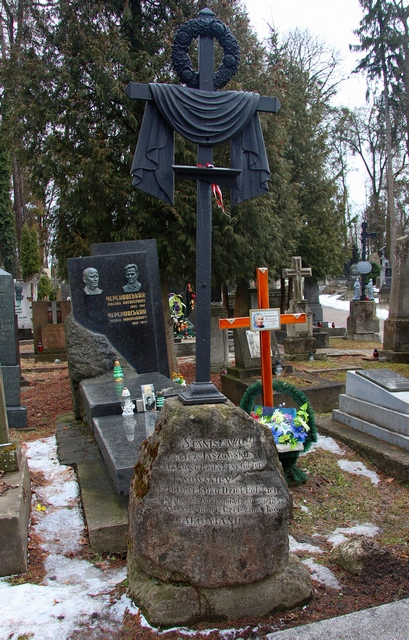
Grób Stanisława Jaszowskiego na Cmentarzu Łyczakowskim

Stanisław Lubicz Jaszowski (ur. 1803 w Czyszkach, zm. 12 lutego 1842 we Lwowie) – polski pisarz i poeta.

## Życiorys
Był synem notariusza zamieszkałego w Przemyślu. Studiował filozofię na Uniwersytecie Lwowskim, lecz porzucił studia przed ich ukończeniem. 
W roku 1820 rozpoczął pracę w redakcji „Gazety Lwowskiej”. Wkrótce oprócz pracy dziennikarza zaczął pisać powieści, wiersze, tłumaczył sztuki teatralne. Współpracował z wieloma periodykami galicyjskimi, publikował w nich cykle Słowianin i Dniestrzanka. 
Zmarł we Lwowie i został pochowany na obecnie nieistniejącym cmentarzu Paparówka na Żółkiewskim u podnóża Zamku. Podczas budowy kolei Lwów–Podzamcze Rada miejska przy pomocy Komitetu w składzie: Stanisław Kunasiewicz, Franciszek Herbert, Franciszek Waligórski i Antoni Schneider zorganizowała przeniesienie prochów na Cmentarz Łyczakowski.  22 maja 1868 roku po nabożeństwie w kościele św. Marcina odbył się ponowny pogrzeb Stanisława Jaszowskiego i jego żony. Pochowano go niedaleko grobu dr. Józefa Torosiewicza. Na kamieniu umieszczono żelazny krzyż i napis: Stanisławowi Lubicz Jaszowskiemu członkowi Redakcji „Gazety Lwowskiej” ur. w 1803 zm. d. 12 lutego 1842 – Wieczystej pamięci czci zmarłego – Galicjanie.

## Twórczość
Wczesne utwory Jaszowskiego, m.in. Zabawki rymotwórcze, wykazują wpływy literatury klasycyzmu i oświecenia. Późniejsze utwory reprezentowały modny wówczas romantyzm w stylu Waltera Scotta. Za najważniejszy utwór Jaszowskiego uważana jest Bitwa pod Stubnem wydana w roku 1831. Akcja tej powieści rozgrywa się wokół Lwowa, Przemyśla i Jarosławia w roku 1390, a jej treścią jest bitwa z najazdem tatarskim, gdzie wojska polskie walczyły pod dowództwem królowej Jadwigi. Dramat historyczny Rozwida napisany 13-zgłoskowcem przedstawia walki książąt ruskich w XIV wieku w okolicach Przemyśla.

## Dzieła
- Zabawki rymotwórcze (1826) — zbiór komedii i innych utworów scenicznych, w tym powieść dramatyczna Rozwida, wydana przez wydawnictwo Pillera we Lwowie (1826).
- Powieści historyczne polskie (1831).
- Bitwa pod Stubnem (1831) — powieść historyczna.
- Mulatka (1833) — powieść wierszem.